# Star Wars Outlaws
Star Wars Outlaws es un videojuego de mundo abierto y de acción-aventuras creado por Massive Entertainment y lanzado por Ubisoft. Anunciado el 12 de junio de 2023 durante el Ubisoft Forward, está disponible en PlayStation 5, Windows y Xbox Series X/S y su lanzamiento estuvo estimado para 2024, aunque recientes informes financieros de Ubisoft sugerían que podría retrasarse hasta 2025.
El equipo de desarrollo, apoyado por Lucasfilm Games y otros diez estudios de Ubisoft, buscó combinar elementos canónicos del universo Star Wars con sus propias ideas, enfocándose en crear una jugabilidad cinematográfica y fluida. Humberly González proporcionó la captura de movimiento y la voz original de la protagonista Kay, mientras que Dee Bradley Baker le dio voz a su compañero mascota, Nix. Estaba programado para lanzarse para PlayStation 5, Windows y Xbox Series X/S el 30 de agosto de 2024.

## Argumento
Ambientado en la Era del Imperio, el juego sigue las aventuras de una buscavidas novata llamada Kay Vess mientras huye a través de la Galaxia buscando una nueva vida con sus compañeros ND-5 y Nix cuando un viejo conocido llamado Jaylen le ofrece una oportunidad para ser libre de verdad realizando uno de los mayores robos que se han visto en el Borde Exterior.

## Marketing y lanzamiento
Tras un anuncio inicial en enero de 2021, el título del juego se reveló en Xbox Games Showcase en junio de 2023. En abril de 2024, se anunciaron dos ediciones especiales. Ambas ediciones incluyen un pase de temporada que incluye una misión de historia adicional, elementos cosméticos y futuras expansiones de la historia; una edición ofrece elementos cosméticos adicionales. Los pedidos anticipados para las ediciones, con un precio de $110 y $130 respectivamente, se lanzaron simultáneamente, ofreciendo cosméticos para vehículos y otorgando acceso anticipado al juego varios días antes de su lanzamiento oficial. El precio y el contenido de estas ediciones generaron críticas por parte de algunos miembros de la comunidad de jugadores. Ese mismo mes, Ubisoft anunció una asociación con Intel para empaquetar el juego con procesadores Raptor Lake selectos de 14.ª generación. En junio, los periodistas realizaron una demostración práctica en el Summer Game Fest. El desarrollo de Outlaws cesó en julio cuando el juego se envió para su fabricación. Su lanzamiento está previsto para el 30 de agosto para PlayStation 5, Windows y Xbox Series X/S.

## Recepción
Tristan Ogilvie de IGN criticó la falta de ideas originales y los numerosos errores técnicos. Apreció el sistema de sindicatos y la incorporación del compañero Nix, pero encontró que el sigilo y el combate eran rígidos y repetitivos. Comparó al videojuego con un Halcón Milenario que estuviera como "un cubo de tornillos unidos con piezas viejas reutilizadas y propenso a romperse".